# Nephrotoma pulchella
Nephrotoma pulchella is een tweevleugelige uit de familie langpootmuggen (Tipulidae). De soort komt voor in het Neotropisch gebied.